# Microregione di Bananal
Bananal è una microregione dello Stato di San Paolo in Brasile, appartenente alla mesoregione di Vale do Paraíba Paulista.

## Comuni
Comprende 5 comuni:
- Arapeí
- Areias
- Bananal
- São José do Barreiro
- Silveiras